# Округ Ајрон (Мисури)
Округ Ајрон (енгл. Iron County) је округ у америчкој савезној држави Мисури.

## Демографија
По попису из 2010. године број становника је 10.630, што је 67 (-0,6%) становника мање него 2000. године.
| Група             | 2000.          | 2010.          |
| Белци             | 10.314 (96,4%) | 10.162 (95,6%) |
| Афроамериканци    | 167 (1,6%)     | 138 (1,3%)     |
| Азијати           | 10 (0,1%)      | 11 (0,1%)      |
| Хиспаноамериканци | 62 (0,6%)      | 133 (1,3%)     |
| Укупно            | 10.697         | 10.630         |